# 1645 Waterfield
1645 Waterfield eller 1933 OJ är en asteroid i huvudbältet, som upptäcktes 24 juli 1933 av den tyske astronomen Karl Wilhelm Reinmuth i Heidelberg. Den har fått sitt namn efter den brittiske amatörastronomen Reginald Lawson Waterfield.
Asteroiden har en diameter på ungefär 28 kilometer.